# 営業支援システム
営業支援システム (SFA)（英: Sales Force Automation）は、営業支援を目指したシステム。
SFAは、「勘」「根性」「経験」の営業から「科学的」「自動的」な営業に営業を改善するという米国から1995年頃にやってきた概念・システムである。

## 概要
営業担当者個人で留まりがちな顧客情報や案件の進捗、商談事例等の営業活動に関わる情報をデータ化して活用することで、営業の生産性を上げ、効率化を進めることを目的とした情報システム。
事務処理プロセスの自動化を目指したのが「OA（office automation）」であるのに対し、営業プロセスの自動化を目指したのが「SFA（sales force automation）」である。顧客情報の管理・分析の要素も含まれるため、「CRM（Customer Relationship Management）」の一環として扱うこともある。
SFAの導入状況は約30％、セールスフォースのSales Cloudがそのうち約60％を占めているという状態で、近年SFAの利用企業が増えている。しかし、一方でSFAを導入したものの、営業現場に活用されずに終わるというケースもあり、導入後に正しく活用できるかという点も吟味した上で導入をする必要がある。

## 沿革
1990年代に米国で注目され、1990年代後半からグループウェアと共に、日本でも広がり始めた。
日本に紹介され始めた当初は、営業日報機能による商談の進捗管理機能や顧客データベースによる営業部門の情報共有機能が強調され、営業部門の情報管理ツールとして導入されることが多かった。
その後、営業支援システム（SFA）に蓄積されたデータベースを分析することで、マーケティングデータとしても利活用されるようになり、このころから営業支援システム（SFA）はCRMシステムの一環として扱われることが多くなる。
2000年前後には情報端末やISDNといった情報インフラの普及により、急速に営業支援システム（SFA）の普及が進み、近年では、営業担当者が外出先からでも情報を参照または登録しやすいよう、携帯端末で利用できる営業支援システム（SFA）も多くある。
また、最近ではMA（マーケティングオートメーション）ツールが日本でも普及してきたことに伴い、MAツールと連携をしてリード獲得〜受注までを分析するというような活用方法も増えている。